# Castiarina bella
Castiarina bella es una especie de escarabajo del género Castiarina, familia Buprestidae. Fue descrita científicamente por Saunders en 1871.
Esta especie es endémica de Australia y se encuentra a lo largo de la costa este de Australia entre Melbourne y Brisbane. Es una especie bastante común en esta zona. Al igual que con otras especies de Castiarina, se encuentra típicamente en arbustos y árboles.